# マツバガイ
マツバガイ（松葉貝、Cellana nigrolineata）は、カサガイ目ヨメガカサ科（ツタノハガイ科とも）に分類される巻貝の一種。笠形の貝殻をもついわゆる「カサガイ」の一種で、日本を含む東アジアの温暖な岩礁海岸で見られる。ウシノツメ（牛の爪）などの地方名もある。

## 特徴
殻長5cmほどの個体が多いが、老成個体は殻長8cm・殻高2cmに達する。日本産カサガイ類では南西諸島産のオオベッコウガサ（トラフザラ） C. testudinaria、小笠原諸島産のカサガイ C. mazatlandica に次ぐ大型種である。若い個体は殻高が低くて殻も薄いが、老成個体では殻高が高く、身も殻も厚くなる。殻口は前方が狭まる楕円形で、殻頂も前方に偏る。
殻表の地色は灰褐色や暗青色で、その上に赤褐色-黒色の模様が入る。表面の模様は二通りに大別でき、殻頂から太い帯が放射状に入るものと、細かい波線が成長肋に従って同心円状に入るものとがいる。老成個体では両方の模様が発現したものもいる。一方、殻の裏側は中央に橙色-黒褐色の楕円形の斑点があり、その周囲に弱い真珠光沢を帯びた青白色部がある。殻裏の配色は全個体共通なので、同定のポイントとなる。
標準和名「マツバガイ」は、放射状に入った赤褐色帯がマツの葉が広がる様子に似ることに由来する。また、別名「ウシノツメ」は笠形の貝殻がウシの蹄に似ることに由来する。

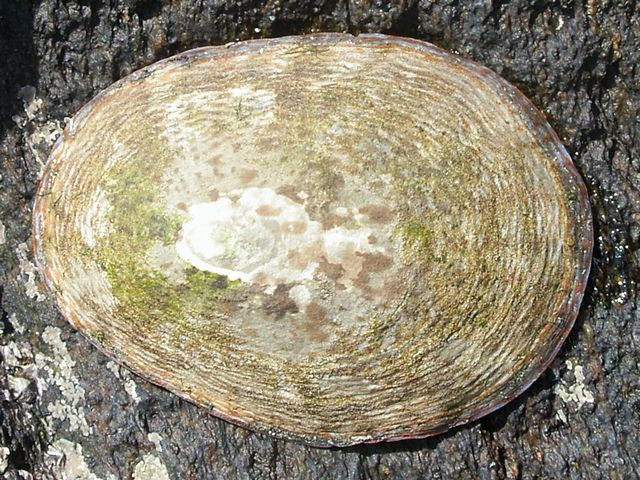
細かい波線模様がある個体
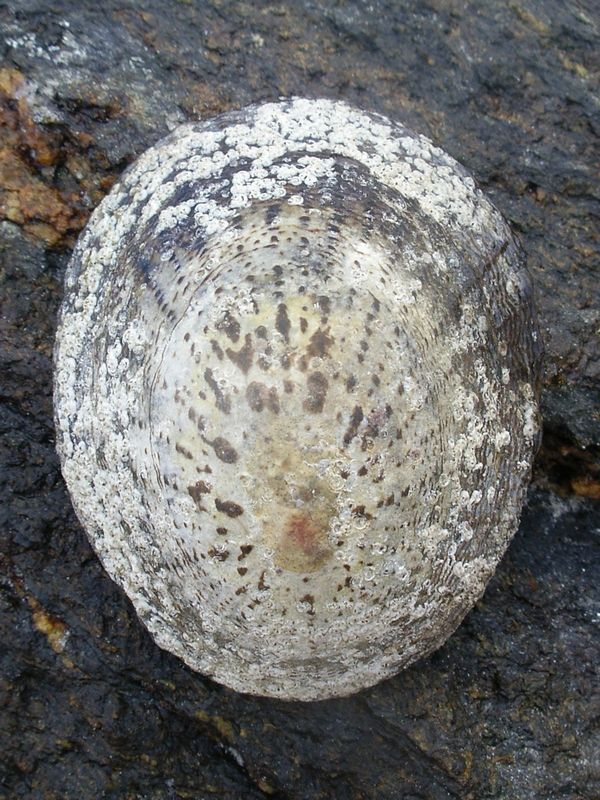
老成個体の死殻。殻の中央部は放射状の模様だが、縁は細かい波線模様になっている。
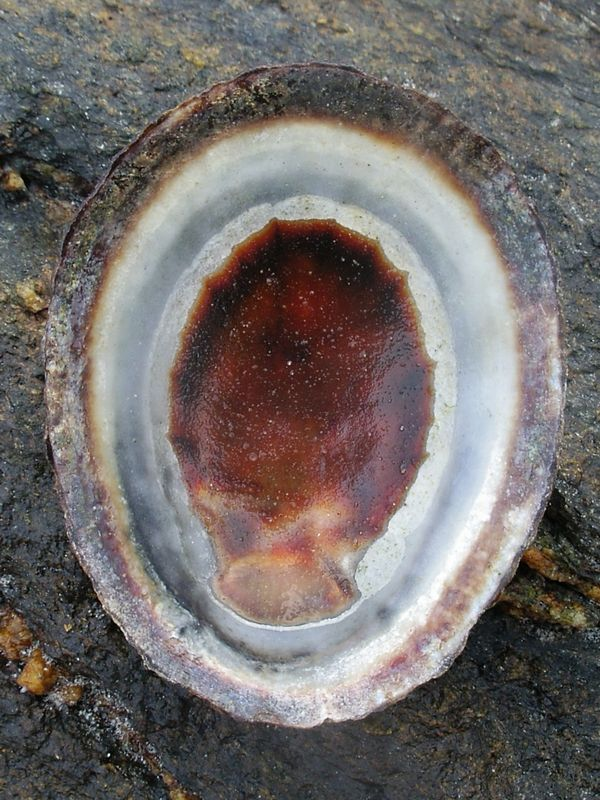
死殻の裏側
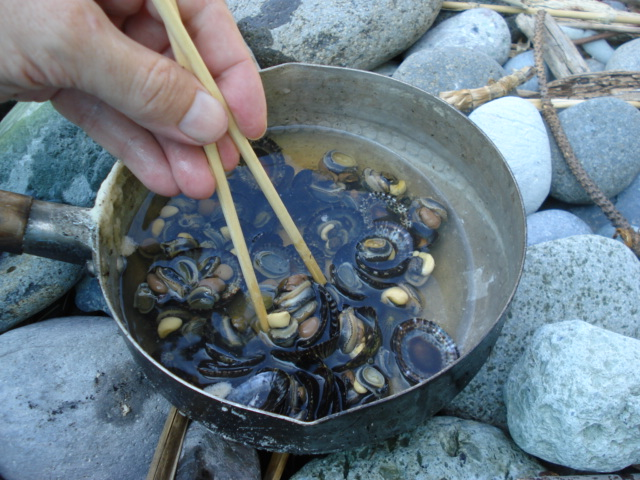
海水で茹でた貝

### 生態
男鹿半島・房総半島以南の本州、四国、九州、朝鮮半島に分布する。
岩礁海岸の潮間帯上部に生息するが、外洋に面したきれいな海岸を好み、内湾や汚染の進んだ海岸には少ない。干潮時に岩場に踏み入ると、岩の割れ目や垂直に近い岩肌に貼りついているのが見られる。海岸に死殻が打ち上げられることも多い。
波に洗われた岩の上を這い、表面の微小藻類をやすりのような歯舌で削り取って食べる。夜の方が活発で、昼間の移動距離が1mそこそこなのに対し、夜間の移動距離は3m以上に達する。
カサガイ類が多く住む岩礁潮間帯では肉眼で確認できるような海藻類が微細な芽生えのうちに削り取られてしまい、生えなくなる。こうした場所からカサガイ類を人為的に除去すると、それまで抑制されていた大型の海藻が生え始める。そうなるとカサガイ類は吸着する岩盤を海藻に奪われるとともに、微細藻類だけが生えている露出した岩盤が少なくなるので餌を食べることも困難になり、再進入が妨げられることになる。このように、カサガイ類は岩礁潮間帯の環境形成に大きな役割を果たしているグループである。
天敵はイボニシなどの肉食性の巻貝、ヒラムシ類、ヒトデ類などがいる。これらの天敵に遭遇すると殻の表面まで外套膜を広げる。滑らかな外套膜はしがみつきにくく、これで上からのしかかる敵を防ぐ。また、誤ってひっくり返った個体は魚類や甲殻類にも捕食される。
繁殖は海中での体外受精で、それぞれの個体が放卵・放精を行う。受精卵は海中を浮遊しながら発生し、孵化したトロコフォア幼生、続くベリジャー幼生の期間も海中でプランクトン生活をする。

## 利用
人や地域によっては食用にされる。焼き物、塩茹で、味噌汁、炊き込みご飯などに用いられる。大型で身が厚いものは刺身にもできる。ただし市場に流通するほどの漁獲量はない。
生貝を採取する際は、貝殻と岩との隙間に素早くスプーンなどを差しこんで剥がすと採取できる。上から突くなどして刺激を与えると驚いて岩肌に強く密着してしまい、採取は難しくなる。
しかしながら10ｃｍに達するまで20年以上の歳月を要する非常に長命な貝である。また上記にあるとおり岩礁潮間帯の環境形成に大きな役割を果たしている為、最低限の採取とし、乱獲は磯が荒れる原因となるので厳に慎むべきであろう。